# José Machado de Serpa
José Machado de Serpa (Prainha do Norte, ilha do Pico, 9 de Março de 1864 — Horta, 17 de Dezembro de 1945) foi um magistrado, escritor, jornalista e político açoriano que, entre outras funções, foi deputado, senador, governador civil do Distrito da Horta (1910-1911), sendo o primeiro titular do cargo após a implantação da República Portuguesa.

## Biografia
Nasceu na Prainha do Norte, filho de José António de Serpa e de Isabel Olinda Leal de Serpa. Ainda criança, mudou-se com seus pais e irmãos para a cidade da Horta, ilha do Faial, cujo Liceu frequentou de 1874 a 1880. Ingressou na Universidade de Coimbra em 1881, onde esteve cinco anos, concluindo a sua formatura em Direito, com habilitação para magistrado, em 1886.
Ainda estudante em Coimbra publicou uma obra sobre a pesca nas ilhas do Faial e Pico, obra de pendor etnográfico importante para o estudo das comunidades piscatórias açorianas.
Terminado o curso foi nomeado sub-delegado do Procurador Régio na Tribunal da Boa Hora, na cidade de Lisboa, mas pouco depois foi nomeado conservador do Registo Predial da Ribeira Grande e juiz municipal do julgado do Nordeste, na comarca da Vila da Povoação, na ilha de São Miguel. Enquanto exerceu funções na vila do Nordeste publicou uma monografia sobre aquela vila e o seu termo.
Em Maio de 1890 foi nomeado delegado do Procurador Régio na comarca da Horta, ilha do Faial, cargo que exerceu durante cerca de 20 anos. Republicano, em Outubro de 1910 foi nomeado governador civil do Distrito da Horta, sendo o primeiro nomeado para o cargo após a implantação da República em Portugal. 
Em Abril de 1911 deixou as funções de governador civil por ser eleito deputado à Assembleia Constituinte (1911), participando activamente na elaboração da Constituição Política da República Portuguesa de 1911. Com a entrada em vigor da constituição republicana, foi eleito senador, funções que exerceu ao longo da Primeira República Portuguesa. Manteve-se na actividade política até ao golpe de 28 de Maio de 1926, retirando com o advento da Ditadura Nacional e do subsequente Estado Novo.
Entretanto, no prosseguimento da sua carreira como magistrado, foi nomeado juiz de direito em Santa Cruz das Flores e depois em Bragança, mas não exerceu os cargos por entretanto ser membro do Congresso da República.
Na cidade da Horta dedicou-se ao jornalismo e aos estudos etnográficos. Naquela cidade, fundou e dirigiu o semanário político A Folha Insulana (1888), de publicação efémera. Deixou vasta colaboração dispersa pela imprensa faialense, com estaque para os seus escritos de temática etnográfica, que intitulou Vocabulário Regional, reunidos em livro em 1987.
O nome do senador Machado Serpa foi incluído na toponímia da sua freguesia natal da Prainha, da cidade da Horta, da vila da Madalena do Pico, da vila de São Roque do Pico, da vila das Lajes do Pico e da freguesia da Fazenda (Lajes das Flores).

### Principais obras publicadas
- 1886 — A indústria piscatória nas ilhas do Fayal e do Pico. Coimbra, Imprensa Académica.
- 1889 — Notícia sobre a vila do Nordeste. Ponta Delgada, Typ. Popular.
- 1987 — A Fala das Nossas Gentes. Ponta Delgada, Signo (colectânea dos textos publicados na imprensa faialense).